# Rinky Hijikata
Rinky Hijikata (Sydney, 23 febbraio 2001) è un tennista australiano.
Specialista del doppio, ha vinto gli Australian Open 2023 con Jason Kubler. Vanta un altro titolo ATP, la finale raggiunta al torneo di Wimbledon 2025, alcuni titoli nei circuiti minori e il suo miglior ranking ATP è stata la 23ª posizione nell'ottobre 2023.
Si è distinto anche in singolare vincendo alcuni tornei minori, spingendosi fino al quarto turno agli US Open 2023 e raggiungendo la 62ª posizione del ranking nell'agosto 2024.

## Biografia
Figlio di Junko e Makoto Hijikata di origini giapponesi, il padre era allenatore di tennis e Rinky inizia a giocare a tennis a 3 o 4 anni. A 11 anni entra nella squadra di tennis della King's School di Sydney. Il suo giocatore preferito era stato dapprima Lleyton Hewitt e in seguito Kei Nishikori. Da bambino pratica con costanza anche il rugby per 5 anni, il nuoto per 8 e il calcio per 3. Per 2 anni si addestra anche al salvataggio in mare con il surf.

## Carriera

### Nelle giovanili e nei tornei di College statunitensi

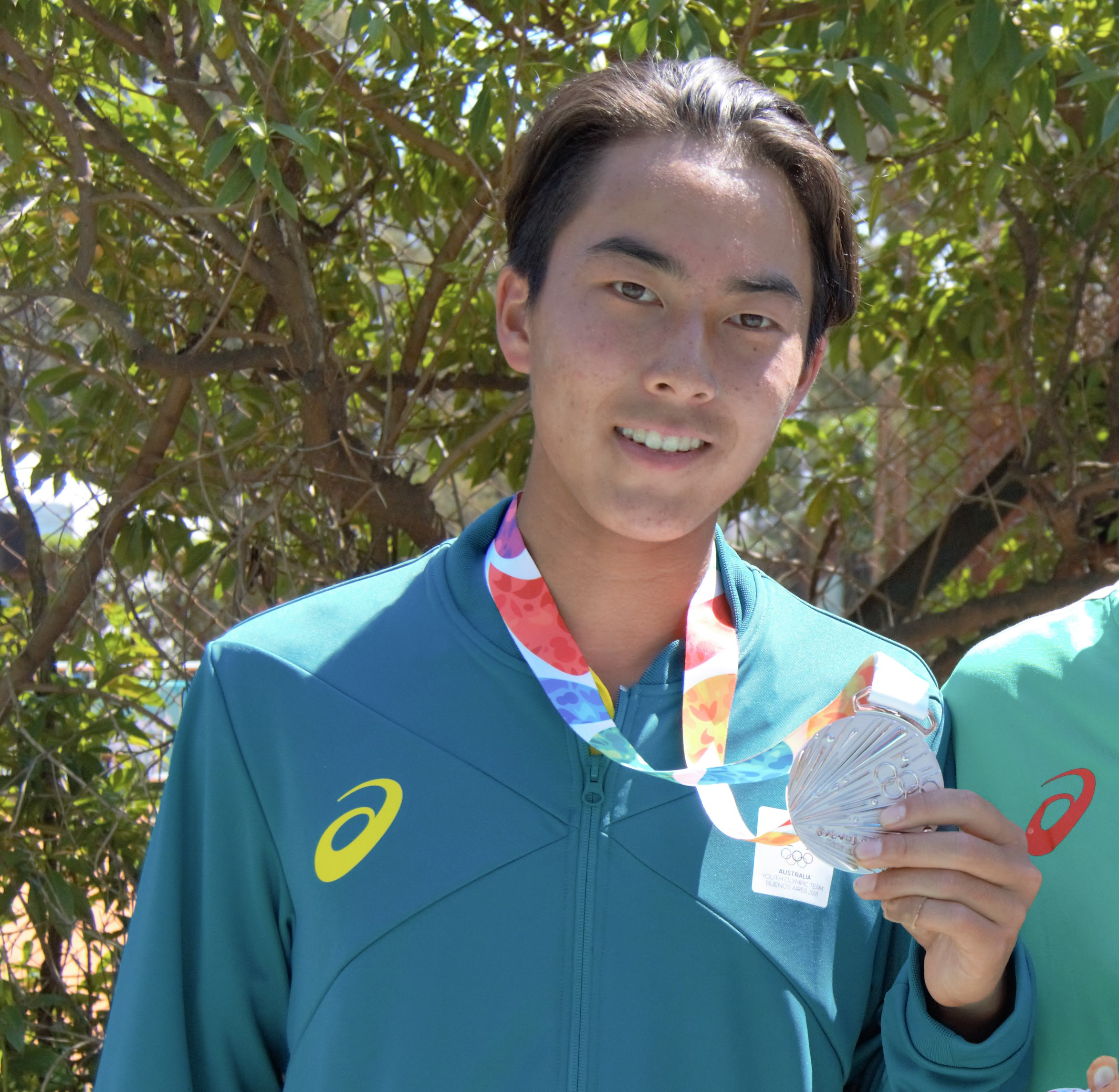
Hijikata ai Giochi olimpici giovanili del 2018

Nel 2013 entra per la prima volta in una rappresentativa nazionale per il torneo Futures Aces. L'anno successivo disputa la finale a squadre del campionato nazionale delle scuole medie e fa il suo esordio nell'ITF Junior Circuit. Nel 2015 fa parte della squadra australiana che disputa il World Junior Tennis. In quel periodo diventa il nº 1 australiano della sua categoria. Nel 2017 vince il suo primo titolo ITF Junior in un torneo di doppio di Grade B2 a Fiji, nel corso della stagione debutta nella squadra australiana di Coppa Davis Junior, vince anche il suo primo titolo in singolare e altri due in doppio. Consegue il suo miglior risultato in singolare in una prova juniores del grande Slam raggiungendo i quarti di finale agli Australian Open 2018. Quell'anno ottiene però i suoi migliori risultati in doppio, vince il suo primo torneo G1 a Norimberga, raggiunge le semifinali a Wimbledon e a dicembre si aggiudica la medaglia d'argento nel doppio maschile ai III Giochi olimpici giovanili estivi in coppia con il bulgaro Adrian Andreev, risultato con cui porta il suo best ranking juniores al 9º posto mondiale.
L'unico risultato di rilievo nel 2019 tra gli juniores è il titolo vinto in doppio al Grade 1 di Traralgon, a settembre chiude l'esperienza juniores dopo aver vinto due titoli in singolare e sette in doppio. Qualche mese prima si era trasferito negli Stati Uniti ed era entrato a far parte della squadra di tennis dell'Università della Carolina del Nord a Chapel Hill, impegnata nei tornei di College statunitensi. Gioca per questo ateneo per due stagioni, si distingue già nella prima mentre alla fine della successiva stagione 2020-2021 viene inserito tra gli All America in singolare e riceve diversi riconoscimenti della Atlantic Coast Conference.

### 2018-2021: inizi tra i professionisti e primi titoli ITF
Fa le sue prime apparizioni tra i professionisti nel circuito ITF nel 2018. Nel gennaio 2019 riceve una wild card per le qualificazioni di singolare agli Australian Open e viene eliminato al primo turno. Nella prima parte della stagione disputa diversi tornei ITF e raggiunge una semifinale in singolare e due in doppio. Impegnato nei tornei di College statunitensi, rientra per 3 soli tornei nel circuito ITF e a settembre – al suo primo torneo ITF sul suolo americano – vince il primo titolo da professionista in singolare all'ITF M15 di Fayetteville.
Nel gennaio del 2020 riceve un'altra wild card per le qualificazioni degli Australian Open ed esce di scena al secondo turno. Sarà il suo ultimo impegno del 2020 tra i professionisti, rientra con una nuova wild-card per le qualificazioni agli Australian Open 2021 ed esce di nuovo al secondo turno. Terminati gli impegni americani, a giugno inizia a giocare con continuità tra i professionisti, a luglio vince due tornei ITF in singolare ed entro fine anno ne vince altri due in singolare e il primo della carriera in doppio.

### 2022: debutto ATP, primo titolo Challenger e top 200 in singolare
Nel gennaio 2022 supera per la prima volta le qualificazioni in un torneo ATP al Melbourne Summer Set 1 grazie al successo nel turno decisivo contro il nº 98 del mondo Henri Laaksonen, primo top 100 sconfitto in carriera, e perde al primo turno contro il futuro finalista del torneo Maxime Cressy. Esce di nuovo al secondo turno alle qualificazioni degli Australian Open, dove vince il suo primo incontro in un tabellone del circuito maggiore nel torneo di doppio, prima di essere eliminato al secondo turno. Ad aprile entra nella top 300 del ranking di singolare dopo aver vinto due tornei ITF in California. A Wimbledon viene eliminato nell'incontro decisivo delle qualificazioni.
Ad agosto si qualifica per il torneo ATP di Los Cabos, accede agli ottavi di finale grazie al ritiro di Rodrigo Pacheco Méndez e perde contro il nº 1 del mondo Daniil Medvedev, futuro vincitore del titolo. Gioca quindi il suo ultimo torneo ITF in carriera dopo averne vinti 7 in singolare e 2 in doppio. Il 22 agosto porta il best ranking alla 198ª posizione. Fa il suo esordio in singolare in una prova del Grande Slam con una wild-card agli US Open e perde al primo turno contro la testa di serie nº 2 Rafael Nadal. A fine ottobre vince il primo titolo in un torneo Challenger a Playford con il successo in finale su Rio Noguchi per 6–1, 6–1, risultato con cui sale alla 159ª posizione mondiale, nuovo best ranking.

### 2023: trionfo agli Australian Open e all'ATP 500 di Tokyo e 23º in doppio, prima semifinale ATP, quarto turno agli US Open e 71º in singolare
Nel 2023 entra con una wild-card nei tabelloni principali degli Australian Open sia in singolare che in doppio; si presenta al torneo di doppio come 277º del ranking e in coppia con Jason Kubler vince clamorosamente il torneo, eliminano tra gli altri le teste di serie nº 6 Lloyd Glasspool / Harri Heliövaara, nei quarti concedono solo 3 giochi alle teste di serie nº 1 Wesley Koolhof / Neal Skupski, in semifinale hanno la meglio sulle nº 9 Marcel Granollers / Horacio Zeballos e trionfano in finale su Hugo Nys / Jan Zieliński con il punteggio di 6–4, 7–6. Hijikata guadagna 242 posizioni nel ranking e sale alla 35ª. A Melbourne vince anche il primo incontro in singolare in una prova dello Slam battendo Yannick Hanfmann ed esce al secondo turno per mano di Stefanos Tsitsipas. Il grande momento di forma continua con la vittoria in singolare nella finale del successivo Challenger di Burnie contro James Duckworth e con la finale raggiunta in doppio all'ATP di Delray Beach con Reese Stalder, persa contro Marcelo Arévalo / Jean-Julien Rojer per 3–6, 4–6. Con questi risultati migliora entrambi i best ranking, portando quello di singolare al 116º posto e quello di doppio al 32º.
A marzo supera le qualificazioni al Masters 1000 di Indian Wells, sconfigge quindi Mikael Ymer e viene eliminato al secondo turno da Sebastián Báez. Nel periodo successivo raggiunge i quarti di finale in doppio all'ATP di Houston e anche in singolare in alcuni tornei Challenger. A giugno perde la semifinale sull'erba dell'ATP di 's-Hertogenbosch contro Jordan Thompson e sale al 113º posto mondiale. Eliminato nelle qualificazioni a Wimbledon, entra nel tabellone degli US Open con una wild-card e si spinge per la prima volta fino al quarto turno in singolare in uno Slam superando Pavel Kotov, Márton Fucsovics e Zhang Zhizhen, tutti giocatori che lo precedono in classifica. Esce dal torneo per mano di Frances Tiafoe e porta il best ranking all'82ª posizione.
Sale alla 72ª dopo la finale di singolare persa al successivo Cary Challenger II, dove si impone nel torneo di doppio aggiudicandosi il primo titolo Challenger di specialità. A fine stagione raggiunge in singolare il secondo turno allo Shanghai Masters e due semifinali Challenger. Chiude in crescendo la stagione di doppio arrivando in semifinale a Shanghai con Cameron Norrie e vincendo il successivo ATP 500 di Tokyo assieme a Max Purcell, sconfiggendo in finale Jamie Murray / Michael Venus per 6–4, 6–1. Porta il miglior ranking al 23º posto mondiale e si qualifica per le ATP Finals, gioca con Kubler e vengono eliminati con tre sconfitte nel round-robin. Si migliora anche in singolare chiudendo la stagione alla 71ª posizione.

### 2024, una finale ATP in doppio e 62º nel ranking di singolare
Inizia la stagione raggiungendo i quarti in singolare al Brisbane International, mentre con Kubler non va oltre il secondo turno nel torneo di doppio agli Australian Open e scende alla 59ª posizione. Ne recupera diverse dopo la finale raggiunta al Dallas Open con William Blumberg, persa in tre set contro Max Purcell / Jordan Thompson, e con l'altra finale persa in marzo al Challenger 175 di Phoenix assieme a Henry Patten. Nel frattempo a febbraio si era spinto fino ai quarti in singolare al Delray Beach Open. Torna a mettersi in luce in singolare a giugno raggiungendo i quarti al Queen's, persi contro Sebastian Korda dopo i successi su Tiafoe e Arnaldi.
Al suo esordio olimpico ai Giochi di Parigi viene schierato solo in singolare ed esce al primo turno. Con il secondo turno raggiunto al Canadian Open e i quarti di finale a Winston-Salem riprende l'ascesa in singolare portandosi alla 62ª posizione mondiale. Non va oltre il secondo turno agli US Open e si spinge fino ai quarti all'ATP 250 di Hangzhou; nel torneo cinese si distingue anche in doppio in coppia con Mackenzie McDonald e danno forfait in semifinale. Negli ultimi due impegni stagionali raggiunge due finali consecutive ai Challenger di Playford – che vince superando Yuta Shimizu – e perde contro Thanasi Kokkinakis quella di Sydney.

### 2025, finale a Wimbledon
A inizio stagione dà forfait in semifinale in doppio al Brisbane International assieme a Jason Kubler e raggiunge i quarti di finale in singolare all'Adelaide International. In doppio esce dalla top 100 a febbraio, delude nei mesi successivi e continua a scendere nel ranking. A Wimbledon entra nel tabellone principale come alternate assieme a David Pel, al terzo turno infliggono una secca sconfitta alle teste di serie nº 3 Kevin Krawietz / Tim Pütz, in semifinale hanno la meglio dopo tre tie-break contro i numeri 1 mondiali Marcelo Arévalo / Mate Pavić e in finale cedono a Lloyd Glasspool / Julian Cash per 2-6, 6-7; Hijikata guadagna 90 posizioni nel ranking e torna in top 60. In singolare si mantiene nella top 100 con alcuni match vinti nei tornei ATP e raggiungendo due semifinali nei Challenger.

## Premi
Nel 2018 e nel 2019 vince la medaglia Newcombe come sportivo juniores maschile australiano dell'anno.

## Statistiche

### Doppio

#### Vittorie (2)
| Legenda              |
| Grande Slam (1)      |
| ATP Finals (0)       |
| ATP Masters 1000 (0) |
| ATP Tour 500 (1)     |
| ATP Tour 250 (0)     |

| N. | Data            | Torneo                                 | Superficie | Compagno     | Avversari in finale        | Punteggio   |
| 1. | 28 gennaio 2023 | Australian Open, Melbourne             | Cemento    | Jason Kubler | Hugo Nys Jan Zieliński     | 6–4, 7–6(4) |
| 2. | 22 ottobre 2023 | Japan Open Tennis Championships, Tokyo | Cemento    | Max Purcell  | Jamie Murray Michael Venus | 6–4, 6–1    |

#### Finali perse (3)
| Legenda              |
| Grande Slam (1)      |
| ATP Finals (0)       |
| ATP Masters 1000 (0) |
| ATP Tour 500 (0)     |
| ATP Tour 250 (2)     |

| N. | Data             | Torneo                          | Superficie  | Compagno         | Avversari in finale               | Punteggio        |
| 1. | 19 febbraio 2023 | Delray Beach Open, Delray Beach | Cemento     | Reese Stalder    | Marcelo Arévalo Jean-Julien Rojer | 3–6, 4–6         |
| 2. | 11 febbraio 2024 | Dallas Open, Dallas             | Cemento (i) | William Blumberg | Max Purcell Jordan Thompson       | 4–6, 6–2, [8–10] |
| 3. | 12 luglio 2025   | Torneo di Wimbledon, Londra     | Erba        | David Pel        | Lloyd Glasspool Julian Cash       | 2–6, 6(3)–7      |

### Tornei minori

#### Singolare

##### Vittorie (10)
| Legenda tornei minori |
| Challenger (3)        |
| ITF (7)               |

| N.  | Data              | Torneo                                          | Superficie  | Avversario in finale | Punteggio     |
| 1.  | 22 settembre 2019 | M15 Fayetteville                                | Cemento     | Nick Chappell        | 2-6, 6-2, 6-1 |
| 2.  | 18 luglio 2021    | M15 Monastir                                    | Cemento     | Valentin Vacherot    | 6-3, 6-1      |
| 3.  | 25 luglio 2021    | M15 Edwardsville                                | Cemento     | Strong Kirchheimer   | 6-3, 6-1      |
| 4.  | 5 settembre 2021  | M25 Sierre                                      | Terra rossa | Oliver Crawford      | 7-6(6), 6-1   |
| 5.  | 31 ottobre 2021   | M25 Calabasas                                   | Cemento     | Tristan Boyer        | 3-6, 7-6, 6-2 |
| 6.  | 20 marzo 2022     | M25 Bakersfield                                 | Cemento     | Keegan Smith         | 6-1, 7-5      |
| 7.  | 27 marzo 2022     | M25 Calabasas                                   | Cemento     | Charles Broom        | 7-5, 6-2      |
| 8.  | 30 ottobre 2022   | City of Playford Tennis International, Playford | Cemento     | Rio Noguchi          | 6-1, 6-1      |
| 9.  | 5 febbraio 2023   | Burnie International, Burnie                    | Cemento     | James Duckworth      | 6-3, 6-3      |
| 10. | 27 ottobre 2024   | City of Playford Tennis International, Playford | Cemento     | Yuta Shimizu         | 6-4, 7-6(4)   |

##### Finali perse (5)
| Legenda tornei minori |
| Challenger (2)        |
| ITF (3)               |

| N. | Data              | Torneo                   | Superficie | Avversario in finale | Punteggio        |
| 1. | 10 ottobre 2021   | M25 Setúbal              | Cemento    | Arthur Cazaux        | 5-7, 0-6         |
| 2. | 6 marzo 2022      | M25 Santo Domingo        | Cemento    | Geoffrey Blancaneaux | 6-3, 2-6, 2-6    |
| 3. | 14 agosto 2022    | M25 Columbus             | Cemento    | Murphy Cassone       | 3-6, 0-6         |
| 4. | 17 settembre 2023 | Cary Challenger II, Cary | Cemento    | Zachary Svajda       | 6(3)-7, 6-4, 1-6 |
| 5. | 3 novembre 2024   | NSW Open, Sydney         | Cemento    | Thanasi Kokkinakis   | 1-6, 1-6         |

#### Doppio

##### Vittorie (3)
| Legenda tornei minori |
| Challenger (1)        |
| ITF (2)               |

| N. | Data              | Torneo                   | Superficie | Compagno      | Avversari in finale                  | Punteggio           |
| 1. | 16 ottobre 2021   | M25 Loulé                | Cemento    | Mick Veldheer | Gonçalo Falcão Tomás Lipovšek Puches | 6-2, 6-3            |
| 2. | 26 febbraio 2022  | M25 Santo Domingo        | Cemento    | Henry Patten  | Hsu Yu-hsiou Wu Tung-lin             | 2-6, 7–6(4), [10-3] |
| 3. | 16 settembre 2023 | Cary Challenger II, Cary | Cemento    | Andrew Harris | William Blumberg Luis David Martínez | 6-4, 3-6, [10-6]    |

##### Finali perse (2)
| Legenda tornei minori |
| Challenger (1)        |
| ITF (1)               |

| N. | Data           | Torneo                          | Superficie | Compagno     | Avversari in finale         | Punteggio |
| 1. | 10 luglio 2021 | M15 Monastir                    | Cemento    | Kody Pearson | Jacob Brumm August Holmgren | 5-7, 6-7  |
| 2. | 16 marzo 2024  | Arizona Tennis Classic, Phoenix | Cemento    | Henry Patten | Sadio Doumbia Fabien Reboul | 3-6, 2-6  |